# Juan Antonio Martín del Campo
Juan Antonio Martín del Campo Martín del Campo (Aguascalientes, Aguascalientes; 7 de febrero de 1972) es un político mexicano afiliado al Partido Acción Nacional (PAN). Desde el 1 de septiembre de 2018 es senador de la República en representación del estado de Aguascalientes en la LXIV legislatura del Congreso de la Unión.

## Primeros años
Juan Antonio Martín Del Campo Martín del Campo nació el 7 de febrero de 1972 en la ciudad de Aguascalientes, México. Estudió en la primaria «Jesús Terán Paredo», en la secundaria general número 4 «Leyes de Reforma» y en el bachillerato CBTIS 195. De 1990 a 1995 estudió la licenciatura en ingeniería civil en la Universidad Autónoma de Aguascalientes. De 2005 a 2007 estudió la maestría en políticas públicas en la Universidad La Concordia de Aguascalientes. Está casado con María Elena Muñoz Franco y tiene dos hijos: Eric y Aldo.

## Trayectoria política
Es militante del Partido Acción Nacional (PAN) desde 1998. En 2001 fue consejero estatal del partido en Aguascalientes y de 2002 a 2007 fue consejero nacional del PAN, cargo que volvió a ocupar en 2015. De 2004 a 2007 fue presidente estatal del Partido Acción Nacional en Aguascalientes.
Del 15 de noviembre de 2001 al 14 de noviembre de 2004 fue diputado del Congreso del Estado de Aguascalientes en la LVIII legislatura en representación del distrito III. Ocupó el cargo de presidente de la comisión de administración. Volvió a ocupar el escaño como diputado plurinominal del 15 de noviembre de 2007 al 14 de noviembre de 2010 en la LX legislatura. Fue presidente de la mesa directiva y de la comisión de agua potable.
En las elecciones estatales de 2013 fue elegido como presidente municipal de Aguascalientes con el 40% de los votos emitidos en su favor. Ocupó el cargo del 1 de enero de 2014 al 31 de diciembre de 2016.

## Senador de la República en 2018
En las elecciones federales de 2018 fue postulado por el Partido Acción Nacional como senador por el estado de Aguascalientes. Tras los comicios ocupó el cargo como senador de segunda fórmula en la LXIV Legislatura del Congreso de la Unión desde el 1 de septiembre de 2018. Dentro del congreso ocupa la posición de secretario de la comisión de agricultura, ganadería, pesca y desarrollo rural.
El 8 de noviembre de 2018 fue nombrado por su partido como su representante ante el Instituto Nacional Electoral (INE).

### Comisiones
- Comisión de Agricultura, Ganadería, Pesca y Desarrollo Rural
- Comisión de Administración
- Comisión de Comunicaciones y Transportes
- Comisión de Recursos Hidráulicos
- Comisión de Hacienda y Crédito Público

## Senador de la República en 2024
En las elecciones federales de 2024 vuelve postulado por el Partido Acción Nacional como senador por el estado de Aguascalientes. Su interés por la protección medioambiental lo caracteriza en esta campaña. 
Tras los comicios ocupó el cargo como senador de primera fórmula en la LXVI Legislatura del Congreso de la Unión.